# Глейзер, Джоэл
Джо́эл Гле́йзер (англ. Joel Glazer; родился 31 марта 1967 года в Рочестере) — американский бизнесмен и совладелец спортивных команд, член семьи Глейзеров. Является совладельцем холдинга First Allied Corporation, объединяющего различные бизнесы, в первую очередь в сфере пищевой промышленности, а также совладельцем английского футбольного клуба «Манчестер Юнайтед» и клуба НФЛ «Тампа Бэй Баккэнирс» из города Тампа во Флориде, США.

## Биография
Джоэл Глейзер родился в еврейской семье Малкольма и Линды Глейзер. Малкольм Глейзер — американский миллиардер. У Джоэла есть четыре брата (Аврам, Кевин, Брайан и Эдвард) и сестра, Дарси.
В 1989 году окончил Американский университет в Вашингтоне.
Джоэл, вместе с Брайаном и Эдвардом, является вице-президентом в First Allied.
Женат, имеет двоих детей.